# ベイズン・ストリート・ブルース
「ベイズン・ストリート・ブルース」(英語: Basin Street Blues) は、スペンサー・ウィリアムズ作曲の、ディキシーランド・ジャズ・バンドのレパートリーとしてよく演奏される曲のひとつ。1926年に発表され、1928年のルイ・アームストロングの録音で有名になった。"Won't you come along with me/To the Mississippi..." で始まる有名なヴァースは、後にグレン・ミラーとジャック・ティーガーデンとにより付け足されたものである。
曲名のベイズン・ストリートは20世紀初期にニューオーリンズのフレンチ・クオーターで悪名高い歓楽街として知られた、ストーリーヴィルの目抜き通りを指す。ベイズン・ストリートが歓楽街になったのは1870年頃である。
ボブ・ウィルズ (Bob Wills) と彼のテキサス・プレイボーイズが、グループの全盛期にトミー・ダンカン (Tommy Duncan) との共演を録音している。ルイ・プリマは1957年のアルバム『The Wildest!』にこの曲を収録しており、ドクター・ジョンは1992年にアルバム『ゴーイン・バック・トゥ・ニューオーリンズ』でこの曲を録音している。
ボブ・ウィルズ版の「公式な」歌詞には、彼の作品集で実際に耳にできる歌詞は含まれていない。録音ではベイズン・ストリートは「闇と光の人々」("dark and light folks") が出会う場所と歌われているが、インターネットなどでも目にすることのできる印刷媒体上の歌詞では「若者たちと老人たち」("young and old folks") が出会う場所、となっている。この時代のニューオーリンズ音楽の本質は、若者と老人が寄り合うことではなく黒人と白人が共に音楽を作り、その文化交流の中から良質の音楽が生み出されることにあったのだが、その意味では改変されて「公式に」印刷された無難な歌詞は、当時のベイズン・ストリートの素晴らしさをないがしろにするものである。
他にはジョー・スタッフォード (Jo Stafford) が、フランキー・レイン (Frankie Laine) とのデュエット・バージョンを録音している。
「ベイズン・ストリート・ブルース」は『ベンジャミン・バトン 数奇な人生』のサウンド・トラックに使用された。